# Président-directeur général
Pour les articles homonymes, voir PDG (homonymie).
Le président-directeur général (n. m.) ou la présidente-directrice générale (n. f.), abrégés PDG, est la personne dirigeante de plus haut rang dans une société anonyme (SA) fonctionnant sous un système moniste, c'est-à-dire avec un conseil d'administration et sans conseil de surveillance. Le ou la PDG cumule les fonctions de président ou présidente du conseil d'administration et de directeur général ou directrice générale (DG) au sein de la société. Ce mot est principalement utilisé en France et au Canada francophone (Québec et Nouveau-Brunswick). Dans les pays anglophones, il est l'équivalent du Chief executive officer ou CEO, dans le cas où celui-ci préside également le conseil d'administration,.

## Description
Il ou elle exerce ses fonctions sous le contrôle de l'assemblée générale qui est composée du conseil d'administration et des actionnaires. Ces fonctions sont parfois exercées par deux personnes distinctes, souvent réunies sur le chef d'une seule personne dans les sociétés de moindre taille. Ce cumul de fonctions fait en sorte que le ou la PDG dispose des pouvoirs les plus étendus :
- dans le rôle de la direction générale, cette personne assure la direction opérationnelle de la société ;
- dans le rôle de la présidence du conseil d'administration, cette personne supervise l'établissement des grandes orientations dans la direction de la société.

Le ou la PDG dispose du pouvoir d'engager la société vis-à-vis des tiers dans l'intérêt de la société et dans la limite de l'objet social. Selon une étude du cabinet Proxinvest, parue en 2018, 57,5 % des entreprises du CAC 40 sont dirigées par un ou une PDG, contre 10 % seulement des entreprises composant l'indice STOXX Europe 600. Il s'agit donc d'une spécificité française.

## Histoire
En France, la création du poste de PDG date du régime de Vichy, qui a réformé la loi de 1867 sur le fonctionnement des sociétés anonymes en renforçant la responsabilité personnelle du président du conseil d'administration (loi du 18 septembre 1940) et surtout en créant la fonction de président-directeur général, qui assume l'autorité dans l'entreprise en mêlant les fonctions de contrôle du président et les fonctions de direction générale, remplaçant les anciens président du conseil, au rôle généralement honorifique (lois du 16 novembre 1940 et du 4 mars 1943). Le PDG doit être une personne physique et est déclaré « commerçant » (et donc pécuniairement responsable) d'après la loi de novembre 1940.
Sous la Cinquième République, le poste de PDG a été remplacé[Par quoi ?] par la Nouvelle régulation économique en 2001, qui a supprimé les deux postes de « président du conseil d'administration » et « directeur général ».

## Nomination et révocation
Le ou la PDG est nommé par le conseil d'administration. Ce dernier peut aussi le révoquer ad nutum c'est-à-dire à tout instant et sans motif. Néanmoins, la jurisprudence accorde parfois une indemnisation au bénéfice du PDG révoqué abusivement. La prérogative de révocation ad nutum reconnue au conseil d'administration est parfois atténuée par la clause dite de « parachute doré », incluse dans le contrat conclu entre la société et son PDG, prévoyant le versement automatique d'une indemnité en cas de révocation.

## Textes légaux
En France, depuis la loi Nouvelle régulation économique (NRE) de 2001, le Code de commerce distingue deux fonctions (qui peuvent être exercées par une seule personne) :
- le directeur général (art. L. 225-56 I) : « Le directeur général est investi des pouvoirs les plus étendus pour agir en toute circonstance au nom de la société. Il exerce ces pouvoirs dans la limite de l'objet social et sous réserve de ceux que la loi attribue expressément aux assemblées d'actionnaires et au conseil d'administration » ;
- le président du conseil d'administration (art. L. 225-51) : « Le président du conseil d'administration représente le conseil d'administration. Il organise et dirige les travaux de celui-ci, dont il rend compte à l'assemblée générale. Il veille au bon fonctionnement des organes de la société et s'assure, en particulier, que les administrateurs sont en mesure de remplir leur mission ».

L'article 225-56 II précise que : « en accord avec le directeur général, le conseil d'administration détermine l'étendue et la durée des pouvoirs conférés aux directeurs généraux délégués ».